# Sunoco
Sunoco ist ein Mineralölunternehmen aus den Vereinigten Staaten. Früher war Sunoco unter dem Namen Sun Company Inc. bekannt. Der Hauptsitz des Unternehmens befindet sich in Philadelphia, Pennsylvania. Seit 2012 ist Sunoco eine mehrheitliche Tochtergesellschaft von Energy Transfer Partners, L.P.

## Geschichte
1886 entschieden die Firmengründer Joseph Newton Pew und Edward O. Emerson, das Erdgasgeschäft auszuweiten mit einem Schritt in die neu entdeckten Erdölfelder in Ohio und Pennsylvania. Vier Jahre später wurde das wachsende Unternehmen in Sun Oil Company of Ohio umbenannt. Das Unternehmen wuchs schnell und war in der Produktion und in dem Verkauf von Erdöl und erdölbasierten Weiterverarbeitungsprodukten sehr erfolgreich. 1901 dehnte das Unternehmen seine Interessen auf das Spindletop Erdölfeld in Texas aus.
Mit einer wachsenden Anzahl von Erdölfeldern und Raffinerien im Rücken eröffnete das Unternehmen 1920 die erste Tankstelle in Ardmore, Pennsylvania. 1925 ging das Unternehmen an die New Yorker Börse.
Nach dem Ende des Zweiten Weltkriegs expandierte das Unternehmen international. Die erste kanadische Raffinerie wurde 1953 in Sarnia, Ontario, gebaut. 1957 förderte das Unternehmen am Maracaibo-See in Venezuela Erdöl, bis dieser Standort 1975 vom Staat Venezuela verstaatlicht wurde. 1979 erwarb der zu diesem Zeitpunkt als Sun Company agierende Konzern zu einem Preis von rund 300 Millionen Dollar die Elk River Ressources Inc. mit deren Tochterunternehmen Shamrock Coal Company und Jewell Coal & Coke Company. Der Bergbaubereich wurde 1999 an die James River Coal Company in Richmond verkauft.
Sunoco erwarb im Januar 2001 die in Pittsburgh ansässige Aristech Chemical mit seinen fünf Chemieanlagen und erweiterte in Pittsburgh das Forschungszentrum. Sunoco Chemicals wurde damit zu einem der weltgrößten Produzenten von Phenol, Polypropylen und anderen Grundstoffen für die chemische Industrie.
2012 wurde Sunoco von Energy Transfer Partners übernommen.
Das Unternehmen konzentriert sich nur noch auf die Distribution von Erdölprodukten. Die Chemiesparte wurde an Braskem, Honeywell und Goradia verkauft. Die Raffinerie Tulsa wurde an HollyFrontier, die Raffinerie Toledo an PBF Energy und die Raffinerie Philadelphia an Philadelphia Energy Solutions verkauft. Das Kokereigeschäft wurde als SunCoke Energy abgespalten.